# Brian Jacks
Brian Albert Thomas Jacks (Londres, 5 de octubre de 1946) es un deportista británico que compitió en judo.
Participó en tres Juegos Olímpicos de Verano, obteniendo una medalla de bronce en la edición de Múnich 1972 en la categoría de –80 kg. Ganó una medalla en el Campeonato Mundial de Judo de 1967, y seis medallas en el Campeonato Europeo de Judo entre los años 1964 y 1973.

## Palmarés internacional
| Juegos Olímpicos   | Juegos Olímpicos                | Juegos Olímpicos  | Juegos Olímpicos |
| Año                | Lugar                           | Medalla           | Categoría        |
| ------------------ | ------------------------------- | ----------------- | ---------------- |
| 1972               | Múnich (RFA)                    | Medalla de bronce | –80 kg           |
| Campeonato Mundial |                                 |                   |                  |
| Año                | Lugar                           | Medalla           | Categoría        |
| 1967               | Salt Lake City (Estados Unidos) | Medalla de bronce | –80 kg           |
| Campeonato Europeo |                                 |                   |                  |
| Año                | Lugar                           | Medalla           | Categoría        |
| 1964               | Berlín Oriental (RDA)           | Medalla de bronce | –68 kg           |
| 1965               | Madrid (España)                 | Medalla de plata  | –70 kg           |
| 1967               | Roma (Italia)                   | Medalla de bronce | –80 kg           |
| 1970               | Berlín Oriental (RDA)           | Medalla de oro    | –80 kg           |
| 1971               | Gotemburgo (Suecia)             | Medalla de bronce | –80 kg           |
| 1973               | Madrid (España)                 | Medalla de oro    | –80 kg           |